# Imperial Solar Energy Center South
Imperial Solar Energy Center South –  фотоэлектрическая станция общей мощностью 130 МВт. Расположена в округе Импириал, штат Калифорния, США. Строительство электростанции на участке площадью 3,8 квадратных километра началось в 2011 году и было завершено в ноябре 2013 году . Для производства электричества станция использует приблизительно 2 миллиона фотоэлектрических модулей, произведенных американской компанией First Solar. 
Imperial Solar Energy Center South наряду с другими проектами возобновляемой энергии построена в рамках цели штата Калифорния — обеспечить получение 33 % потребляемой электроэнергии из возобновляемых источников к 2020 году.

## Производство электричества
| Год   | Янв    | Фев    | Мар    | Апр    | Май    | Июн    | Июл    | Авг    | Сен    | Окт    | Ноя    | Дек    | Всего   |
| ----- | ------ | ------ | ------ | ------ | ------ | ------ | ------ | ------ | ------ | ------ | ------ | ------ | ------- |
| 2013  |        |        |        |        |        |        |        |        |        |        | 23 092 | 22 735 | 45 827  |
| 2014  | 22 912 | 20 866 | 29 855 | 30 342 | 31 882 | 30 832 | 29 193 | 29 335 | 28 673 | 26 971 |        |        | 280 861 |
| Total | Total  | Total  | Total  | Total  | Total  | Total  | Total  | Total  | Total  | Total  | Total  | Total  | 326 688 |